# Cavid Əfəndiyev
Cavid Əfəndiyev (ur. 3 stycznia 1990 r.) – azerski wioślarz.

## Osiągnięcia
- Mistrzostwa Świata Juniorów – Linz 2008 – jedynka – 23. miejsce[1].
- Mistrzostwa Świata U-23 – Račice 2009 – jedynka wagi lekkiej – 14. miejsce[1].
- Mistrzostwa Świata U-23 – Brześć 2010 – dwójka podwójna wagi lekkiej – 6. miejsce[1].
- Mistrzostwa Europy – Montemor-o-Velho 2010 – dwójka podwójna wagi lekkiej – 14. miejsce[1].